# Sabat Islambouli
Sabat Islambouli ou Tabat Islambouli (morte en 1941) est la première femme kurde à avoir étudié la médecine aux États-Unis.

## Biographie
Sabat Islambouli est une femme juive kurde, probablement originaire de Damas.
En 1850, les Quakers de Pennsylvanie ouvrent le Woman's Medical College of Pennsylvania à Germantown, la première école de médecine pour femmes au monde, qui attire rapidement des étudiantes du monde entier. En 1885, Sabat Islambouli y étudie notamment aux côtés d'Anandibai Joshi, Indienne, et de la Japonaise Keiko Okami : elles figurent ensemble sur une photographie où elles portent toutes les trois un vêtement traditionnel de leur pays. Islambouli est connue pour porter des caftans de soie noire pendant ses études.
Elle reçoit son diplôme de médecin en 1890. Après ses études, il est probable qu'elle soit retournée à Damas,, où elle est probablement la première femme diplômée de médecine du pays.
En 1919, elle vit au Caire,. Son école la perd ensuite de vue et elle disparaît du registre des anciennes élèves,,.
Elle meurt en 1941 au Caire et ses descendants vivent au Canada.